# Avis de non-responsabilité

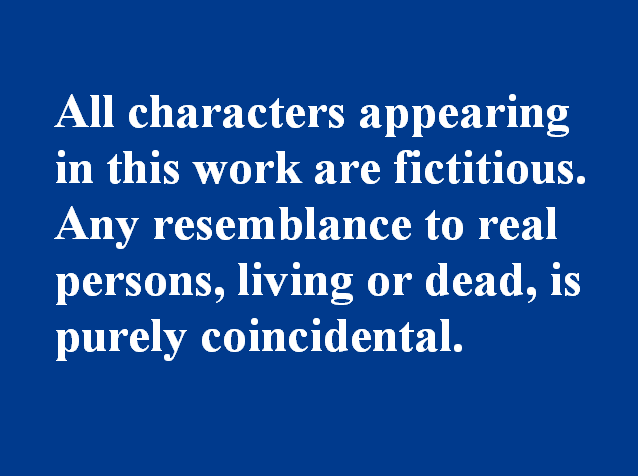
Avis de non-responsabilité fictif pour toutes les personnes.

Un avis de non-responsabilité est généralement toute déclaration destinée à spécifier ou à délimiter la portée des droits et obligations qui peuvent être exercés et appliqués par les parties dans une relation légalement reconnue. Il est généralement rédigé pour se protéger face à des situations qui impliquent un certain niveau d'incertitude, de renonciation ou de risque.

## Droit par pays

### Droit américain
Une clause de non-responsabilité peut spécifier des conditions générales convenues d'un commun accord et arrangées en privé dans le cadre d'un contrat ; ou bien, elle peut spécifier des avertissements ou des attentes envers grand public (ou envers une autre catégorie de personnes) afin de remplir une obligation de diligence pour prévenir les négligences. Certaines clauses de non-responsabilité visent à limiter les dommages-intérêts payables après qu'un dommage matériel ou corporel ait déjà été subi. De plus, certains types de clauses de non-responsabilité peuvent représenter une renonciation volontaire à un droit ou à une obligation qui peut être dû au renonciateur
Aux États-Unis, les clauses de non-responsabilité sur la vente de marchandises sont couvertes par l'article 2 du Uniform Commercial Code, mais les détails varient selon les États. À moins qu'elles ne soient considérées comme déraisonnables, les clauses de non-responsabilité sont généralement exécutoires dans le cadre d'un contrat entre des parties bien informées ayant un pouvoir de négociation comparable, mais la plupart des États n'autorisent pas une partie à limiter sa responsabilité en cas de négligence grave.

### Droit canadien

#### Droit québécois
En droit québécois, les clauses d'exclusion de responsabilité sont limitées par la loi. Elles sont valables pour le préjudice matériel seulement. Elles ne peuvent pas être utilisées pour le préjudice corporel ou le préjudice moral, d'après l'article 1474 alinéa 2 du Code civil du Québec. D'autre part, en vertu de l'article 1474 al. 1 C.c.Q, il n'est pas possible d'exclure sa responsabilité civile pour une faute lourde ou une faute intentionnelle.
Cette impossibilité d'exclure sa responsabilité civile pour un préjudice corporel ou moral est particulière au droit civil québécois, elle n'existe pas en common law, d'où l'importance pour les sociétés provenant de l'extérieur du Québec d'être bien avisées de cette règle afin de ne pas donner des avis de non-responsabilité juridiquement nuls..
Dans le contexte québécois, l'organisme qui organise une activité susceptible de causer un préjudice corporel a toutefois la possibilité de faire signer des formulaires de reconnaissance et d'acceptation des risques. Ces formulaires alertent les participants à cette activité potentiellement dangereuse du risque qu'ils encourent. À titre d'exemple, le Ministère de l'Éducation du Québec présente un tel formulaire sur son site web pour les programmes de conditionnement physique.